# 登別温泉軌道
登別温泉軌道（のぼりべつおんせんきどう）は、かつて北海道登別市の登別駅前より、登別温泉街までを結んでいた路面電車およびそれを運営していた軌道事業者である。

## 概説
登別温泉の交通は登別温泉の旅館「第一滝本館」の創業者である滝本金蔵が、駅と温泉の間を結ぶ馬車道を1891年（明治24年）に私費で開削・整備したのが前史である。当時は6人乗りの馬車が片道2時間かけて登別温泉にむかっていた。
滝本金蔵の死後、跡を継いだ長男の2代目金蔵も早世し、長男の嫁が一人旅館を経営するには限界があったので室蘭市に本拠を構える運送業栗林合名会社（現在の商社「栗林商会」）の創業者・栗林五朔（ごさく）が、懇請されて「第一滝本館」をはじめ登別の地約21,000坪その他関連施設を10万円で譲り受けることになった。
栗林は登別温泉を再開発するにはまず交通機関の改革が必要と考え、登別駅と登別温泉を結ぶ軌道を計画した。当初は旧道に敷設しようとしたが勾配が続き馬の休息が取れないため紅葉谷経由に変更したが、この時に紅葉谷を専用軌道にするよう希望したため住民が反対した。これにより折衝に時間がかかったが紅葉谷を併用軌道にすることで1915年（大正4年）12月に762mm軌間の馬車鉄道が開通した。温泉行きは1時間20分。官設駅行きは1時間で運行した。
馬車鉄道は、乗合馬車に比べ時間が短縮され乗り心地がよくなったが 馬の暴走による事故や御者の罷業にはなやまされ、また登別温泉が標高の高い所にあるため馬力では輸送力にも限界があった。そのため1917年（大正6年）3月の臨時株主総会において動力を蒸気に変更することを決議した。
1918年（大正7年）5月より蒸気機関車が運転され、上り下りとも所要時間は1時間になった。運賃は1等50銭、2等23銭とした。ただ非力な蒸気機関車のため勾配に弱いことや煙突から吐き出される火の粉による火災発生など問題は残った。そこで1923年（大正12年）6月の株主総会において動力を電気に変更することを決議し、1925年（大正14年）11月に1,067mmへ改軌・電化された。電力は登別温泉街の電燈用として、登別川に水力発電所が1916年（大正5年）に建設されていたのでこれを供給源に利用した。路面電車の登場により所要時間は35分となった。
昭和に入って並行道路の整備が進むとバスとの競争が激化、対抗上輸送力向上のため発電所の増設を検討したが過大投資になるおそれがあるため断念し、1933年（昭和8年）に廃線となった。

## 沿革
- 1915年（大正4年）
  - 4月12日：軌道特許状下付[7]
  - 4月16日：登別温泉軌道株式会社を設立（社長栗林五朔）[8]
  - 12月1日：馬車鉄道として開業[9]、軌間762mm
- 1916年（大正5年）
  - 4月15日：鉄道との旅客運輸を実施
  - 5月13日：電気事業の許可。7月27日から電気事業開始[10]
- 1918年（大正7年）5月1日：蒸気機関車導入
- 1925年（大正14年）8月6日：改軌・電気動力認可を得る。同年11月10日電化完成、蒸気軌道から電気軌道に変更。同時に1067mmに改軌
- 1930年（昭和5年）10月26日：貸切自動車（ハイヤー）を登別 - 登別温泉間で運行開始
- 1933年（昭和8年）
  - 5月30日：登別温泉株式会社に社名変更[11]
  - 9月1日：運転休止[12]
  - 10月15日：バスに転換して廃止[13][14]

社名は廃止直前に「軌道」を省いた「登別温泉」に改称されていた。登別温泉株式会社は、「株式会社栗林商会」（本社・室蘭市）のグループ会社として2014年（平成26年）時点でも存続しており、登別温泉の一部泉源の権利を保有して、地元の旅館向け給湯事業を行っている。
軌道廃止後、保有電動車3両は旭川市街軌道に譲渡された。

## 路線データ
廃線時
- 路線距離：8.6km[2]
- 軌間：1067mm
- 停留所数：3
- 複線区間：なし（全線単線）
- 電化区間：全線（直流600V）
  - 登別温泉変電所、同期変流機（交流側375V直流側600V）直流側の出力100kW、製造所奥村電気、常用1[15]

## 運行概要
1930年4月1日改正時
- 運行本数：日12往復
- 所要時間：35-38分

## 輸送・収支実績
| 年度             | 人員（人） | 貨物数量（噸） | 営業収入（円） | 営業費（円） | 営業益金（円） | 雑収入（円）      | 雑支出（円）                      | 支払利子（円） |
| ---------------- | ---------- | -------------- | -------------- | ------------ | -------------- | ----------------- | --------------------------------- | -------------- |
| 1915（大正4）年  | 2,450      | 195            | 1,019          | 1,418        | ▲ 399          |                   |                                   |                |
| 1916（大正5）年  | 33,946     | 4,776          | 11,159         | 10,206       | 953            | 1,856             | 953                               | 898            |
| 1917（大正6）年  | 45,449     | 1,470          | 12,492         | 11,479       | 1,013          | 電気4,811         | 2,634                             | 1,797          |
| 1918（大正7）年  | 61,173     | 3,449          | 24,589         | 23,091       | 1,498          | 電気6,689         | 3,449                             | 1,510          |
| 1919（大正8）年  | 61,769     | 4,062          | 34,011         | 29,452       | 4,559          | 電気23,245        | 13,278                            | 2,014          |
| 1920（大正9）年  | 61,954     | 2,196          | 47,412         | 40,907       | 6,505          | 32,700            | 12,966                            | 3,128          |
| 1921（大正10）年 | 60,687     | 1,537          | 39,607         | 46,625       | ▲ 7,018        |                   |                                   |                |
| 1922（大正11）年 | 61,774     | 1,458          | 38,524         | 39,125       | ▲ 601          |                   |                                   |                |
| 1923（大正12）年 | 64,315     | 4,088          | 43,303         | 34,835       | 8,468          | 35,551            | 19,035                            |                |
| 1924（大正13）年 | 62,381     | 888            | 39,011         | 31,573       | 7,438          |                   |                                   |                |
| 1925（大正14）年 | 69,054     | 1,391          | 43,003         | 34,214       | 8,789          | 87,537            | 8,3729 償却金5,950 雑損75         | 2,013          |
| 1926（昭和1）年  | 81,257     | 2,459          | 52,428         | 42,383       | 10,045         | 18,643            | 償却金8,992、雑損20               | 14,321         |
| 1927（昭和2）年  | 102,489    | 1,960          | 53,940         | 37,793       | 16,147         | 29,397            | 償却金25,651、雑損4               | 14,198         |
| 1928（昭和3）年  | 121,121    | 2,032          | 59,728         | 44,238       | 15,490         | 温泉、電気8,836   | 償却金雑損3,716                   | 13,320         |
| 1929（昭和4）年  | 126,181    | 2,608          | 62,084         | 40,061       | 22,023         | 温泉、電気13,375  | 償却金9,948                       | 11,710         |
| 1930（昭和5）年  | 122,470    | 1,649          | 56,395         | 40,922       | 15,473         | 温泉、電気4,761   | 償却金5,916                       | 8,634          |
| 1931（昭和6）年  | 98,035     | 910            | 43,561         | 43,550       | 11             | 温泉、電気4,500   | 雑損98                            | 7,501          |
| 1932（昭和7）年  | 94,106     | 504            | 41,021         | 35,011       | 6,010          | 温泉、電気2,901   | 償却金1,557                       | 6,330          |
| 1933（昭和8）年  | 84,012     | 903            | 36,088         | 22,768       | 13,320         | 温泉、電気138,747 | 雑損償却金122 財産滅失差損139,255 | 5,399          |

- 鉃道院年報、鉄道院鉄道統計資料、鉄道省鉄道統計資料、鉄道統計より
- 兼営事業は温泉経営、所有地の賃貸、電気供給、石材、製材、湯花

## 車両
1918年（大正7年）に、魚沼鉄道で余剰となっていた雨宮鉄工所製の0-4-0(B)形タンク機関車2両を譲り受け、改軌まで使用した。
1930年度時点において、電動車3両、付随車2両（いずれも木造4輪単車。電動車は1925年（大正14年）の電化時、付随車は1927年（昭和2年）にそれぞれ製造）、貨車3両を保有していた。電動車の電装品はシーメンス製であったという。

## 停留所一覧
全駅北海道に所在。『日本の市内電車』227頁には神威若 - 登別（駅前）間に西阿寄、阿寄の停留所が記載されている。
| 停留所名   | 営業キロ | 接続路線・備考               |
| ---------- | -------- | ---------------------------- |
| 登別駅前   | 0.0      | 国有鉄道：室蘭本線（登別駅） |
| 神威若     | ?        | 現・サンクス中登別店前       |
| 登別温泉場 | 8.6      |                              |